# Phaeophilacris univenosa
Phaeophilacris univenosa är en insektsart som beskrevs av Lucien Chopard 1969. Phaeophilacris univenosa ingår i släktet Phaeophilacris och familjen syrsor. Inga underarter finns listade i Catalogue of Life.